# Liriomyza richteri
Liriomyza richteri är en tvåvingeart som beskrevs av Erich Martin Hering 1927. Liriomyza richteri ingår i släktet Liriomyza och familjen minerarflugor. Arten är reproducerande i Sverige. Inga underarter finns listade i Catalogue of Life.